# Barend Jan Terwiel

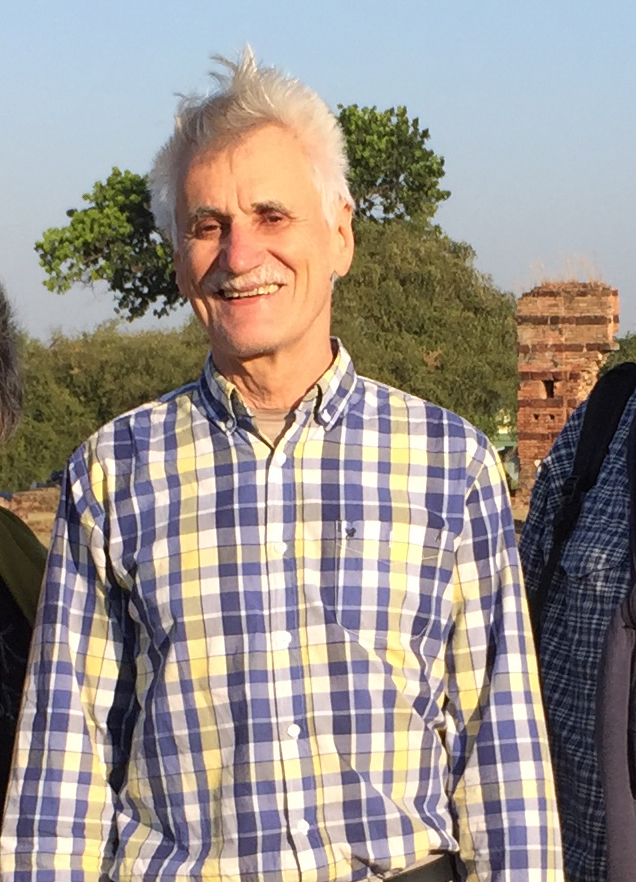
Barend Jan Terwiel, 2017

Barend Jan Terwiel (* 24. November 1941 in Ginneken, Niederlande) ist ein niederländisch-australischer Anthropologe, Historiker und Thaiist. Schwerpunkte seiner Veröffentlichungen sind die Ethnologie der Tai-Völker und der Ahom, die Geschichte und Kultur Thailands sowie historische Reiseberichte von Europäern über das südostasiatische Festland. Von 1992 bis 2006 hatte Terwiel den Lehrstuhl für Thaiistik an der Universität Hamburg inne.

## Leben und Werk
Als Wehrdienstleistender wurde Terwiel Anfang der 1960er-Jahre in Westpapua (heute Teil Indonesiens) eingesetzt, das damals noch von niederländischen Truppen gehalten wurde. Bei deren Abzug musste er aufgrund fehlender Transportkapazitäten einige Tage in Bangkok auf die Weiterreise warten. Bei diesem ersten, zufälligen Aufenthalt wurde sein Interesse für Thailand geweckt. Nach seiner Rückkehr in die Niederlande studierte er an der Universität Utrecht Kulturanthropologie (1965 mit dem Candidatus-Titel abgeschlossen), sowie in einem Aufbaustudium Anthropologie, Pali und Geschichte des Buddhismus, das er 1967 als Doctorandus abschloss. Anschließend bekam er ein Promotionsstipendium für die Australian National University (ANU) in Canberra.
Für sein Dissertationsvorhaben ließ er sich zum buddhistischen Mönch weihen und lebte ein Jahr lang in einem Dorfkloster in Zentralthailand, um Zeremonien und religiöse Praxis des thailändischen Buddhismus aus einer Innenperspektive erforschen zu können. 1972 wurde er zum Ph.D. promoviert. Seine Dissertation überarbeitete er zu dem inzwischen in mehreren Auflagen erschienenen Buch Monks and Magic (1. Auflage 1976).
Von 1972 bis 1974 arbeitete Terwiel als Koordinator für das Königliche Tropeninstitut der Niederlande im Bereich Freiwilligentraining sowie gleichzeitig als Lehrbeauftragter für Ethnologie an der Université catholique de Louvain in Belgien. Anschließend war er bis 1991 Dozent an der Fakultät für Asienkunde der ANU, bevor er als Professor an das Institut für Völkerkunde der Ludwig-Maximilians-Universität in München berufen wurde, wo er bis 1992 lehrte.
In den 1980er-Jahren erforschte er insbesondere die Sprache und Kultur der Ahom, einer Ethnie im nordostindischen Bundesstaat Assam, die aus der Familie der Tai-Völker stammt, infolge von Assimilation aber ihre ursprüngliche Sprache weitgehend aufgegeben und die zu den indogermanischen Sprachen zählende assamesische Sprache angenommen hat. Es gelang Terwiel, alte Ahom-Schriften zu entschlüsseln, womit er die Grundlage für eine weitere Erforschung der untergegangenen Sprache legte.
Von 1992 bis zu seiner Emeritierung 2007 war Terwiel Inhaber des Lehrstuhls für Sprachen und Kulturen Thailands und Laos am Fachbereich Orientalistik bzw. seit 2000 Asien-Afrika-Institut der Universität Hamburg. Zwischen 1999 und 2004 war er zudem außerordentlicher Professor für Südostasienkunde an der Universität Leiden. Von 1992 bis 2006 war er Mitherausgeber der Fachzeitschrift Oriens Extremus. Seit 2004 ist er korrespondierendes Mitglied der Akademie der Wissenschaften zu Göttingen, wo er während seiner Tätigkeit in Hamburg bis Ende 2010 wohnte.
Seit 2011 lebt Terwiel in Berlin.

## Veröffentlichungen (Auswahl)
- Monks And Magic. An Analysis of Religious Ceremonies in Central Thailand. Curzon Press, London, 1976 (1. Aufl.), 1979 (2. Aufl.), 1994 (3. Aufl.); Nachdruck: White Lotus, Bangkok 2001, ISBN 974-8495-91-4.
- Field Marshal Plaek Phibun Songkhram. University of Queensland Press, 1980.
- A Window on Thai History. 2. Auflage, Editions Duang Kamol, Bangkok 1989.
- Through Travellers' Eyes. An approach to early nineteenth-century Thai history. Editions Duang Kamol, Bangkok 1989.
- mit Ranoo Wichasin: Tai Ahoms and the Stars. Three ritual texts to ward off danger. Cornell Univ., Ithaca 1992
- Shan manuscripts. Pt. 1. (Verzeichnis der Orientalischen Handschriften in Deutschland, Band 39,1). Steiner Verlag, Stuttgart 2003.
- Engelbert Kaempfer in Siam. (Engelbert Kaempfer Werke, Band 4). Iudicium Verlag, München 2004.
- Thailand's Political History, From the Fall of Ayuthaya to Recent Times. River Books, Bangkok, 2005. ISBN 974-9863-08-9.
- Who Destroyed Ayutthaya? In: Indian Journal of Tai Studies, Band 9, 2009, S. 105–110.
- The Ram Khamhaeng Inscription. The fake that did not come true. Ostasien Verlag, Gossenberg 2010.
- Thailand’s Political History. From the 13th Century to Recent Times. River Books, Bangkok 2011.
- “Siam”. Ten Ways to look at Thailand’s Past. Ostasien Verlag, Gossenberg 2012.